# Peter O'Neill
Peter Charles Paire O'Neill, CMG, född 13 februari 1965, var Papua Nya Guineas premiärminister mellan 2012 och 2019.
Han är ledare för partiet People's National Congress och representerar Ialibu-Pangia-distriktet. Han tillträdde den 4 augusti 2012 som Papua Nya Guineas nionde premiärminister. Den 30 maj 2019 efterträddes han på posten av James Marape.